# Huang Yongsheng
Huang Yongsheng (chinois simplifié : 黄永胜 ; chinois traditionnel : 黃永勝 ; pinyin : Huáng Yǒngshèng ; 1910 - 26 avril 1983) est un général de l' Armée populaire de libération de la Chine. En 1955, Huang obtint le poste de Shang Jiang (colonel général) et il continua à monter dans la hiérarchie communiste durant les années 1950 et 1960, devenant finalement le chef d'état-major de Lin Biao pendant la révolution culturelle. En raison des liens étroits avec Lin Biao, Huang fut purgé après la mort de ce dernier en 1971.

## Biographie
Huang Yongsheng est né en 1910 au Hubei ou au Jiangxi. Jeune paysan illettré il quitte son village pour participer à la révolte de la Moisson d’automne au Hunan en 1927. Le soulèvement, dirigé par Mao Zedong, est un échec. Puis il devient chef de groupe dans le régiment de Sanwan, embryon de l’Armée rouge, à l'origine dans le massif du Jinggang de la première base communiste.
Pendant la Longue Marche, il commande un régiment sous les ordres de Lin Biao. Il se fait remarquer en sauvant son régiment encerclé au Sichuan.  
En 1967, pendant la Revolution culturelle Huang Yongsheng est le chef militaire de la ville de Canton. Il était responsable du massacre de Guangdong et du massacre de Guangxi,. Des conflits entre les différentes factions font des centaines de morts. Il est vivement mis en cause par des Gardes rouges d’extrême-gauche et des opposants, peut-être des sympathisants de Tao Zhu. Finalement Huang Yongsheng et ses alliés réussissent à s'imposer et à rétablir l'ordre.
Pendant la Révolution culturelle, entre 1968 et 1971, il est Chef d'état-major de l'Armée populaire de libération en remplacement de Yang Chengwu. De 1969 à 1973, il est membre du neuvième Comité central du Parti communiste chinois.
En 1971 Lin Biao est éliminé accusé d'avoir comploté contre le régime maoïste. Huang Yongsheng est aussi accusé, par Mao Zedong lui-même, d'avoir comploté. Il fait alors son autocritique et reçoit un avertissement du Grand Timonier. Après la mort de ce dernier en 1976, il est jugé en 1980 lors du procès de la bande des quatre et d'anciens généraux proches de Lin Biao. Les accusés comparaissent devant 35 juges et 880 représentants du Peuple, tous des cadres du Parti communiste chinois. Le procès qui a duré plus de deux mois, fut diffusé à la télévision. Huang Yongsheng est condamné à dix-huit ans de prison et à cinq ans de privation des droits politiques.